# Bardiani CSF Faizanè/Saison 2020
Diese Liste beschreibt die Mannschaft und die Siege in der Saison 2020 des Radsportteams Bardiani CSF.

## Mannschaft
| Teamkader 2020          | Teamkader 2020     | Teamkader 2020 | Teamkader 2020                              |
| Name                    | Geburtsdatum       | Land           | Vorheriges Team                             |
| ----------------------- | ------------------ | -------------- | ------------------------------------------- |
| Vincenzo Albanese       | 12. November 1996  | Italien        | Hopplà-Petroli Firenze (2016)               |
| Marco Benfatto          | 6. Januar 1988     | Italien        | Androni Giocattoli-Sidermec (2019)          |
| Giovanni Carboni        | 31. August 1995    | Italien        | Colpack (2017)                              |
| Luca Covili             | 10. Februar 1997   | Italien        | Mastromarco Sensi Nibali (2018)             |
| Nicolas Dalla Valle     | 13. September 1997 | Italien        | Tirol KTM Cycling Team (2019)               |
| Iuri Filosi             | 17. Januar 1992    | Italien        | Delko Marseille Provence (2019)             |
| Filippo Fiorelli        | 19. November 1994  | Italien        | Delio Gallina-Colosio (2016)                |
| Giovanni Lonardi        | 9. November 1996   | Italien        | Nippo-Vini Fantini-Faizanè (2019)           |
| Mirco Maestri           | 26. Oktober 1991   | Italien        | General Store Bottoli Zardini (2015)        |
| Fabio Mazzucco          | 14. April 1999     | Italien        | Unieuro Trevigiani-Hemus 1896 (2019)        |
| Alessandro Monaco       | 4. Februar 1998    | Italien        |                                             |
| Umberto Orsini          | 6. Dezember 1994   | Italien        |                                             |
| Matteo Pelucchi         | 21. Januar 1989    | Italien        | Androni Giocattoli-Sidermec (2019)          |
| Alessandro Pessot       | 1. Juli 1995       | Italien        | Friuli (2018)                               |
| Francesco Romano        | 9. Juli 1997       | Italien        | Colpack (2018)                              |
| Daniel Savini           | 26. September 1997 | Italien        | Maltinti Lampadari-Banca di Cambiano (2017) |
| Manuel Senni            | 11. März 1992      | Italien        | BMC Racing Team (2017)                      |
| Alessandro Tonelli      | 29. Mai 1992       | Italien        | Zalf Euromobil Désirée Fior (2014)          |
| Filippo Zaccanti        | 12. September 1995 | Italien        | Nippo-Vini Fantini-Faizanè (2019)           |
| Filippo Zana            | 18. März 1999      | Italien        | Sangemini-Trevigiani-MG.K Vis (2019)        |
|                         |                    |                |                                             |
| Quelle: ProCyclingStats |                    |                |                                             |

## Siege
| Siege    | Siege                      | Siege  | Siege  | Siege            | Siege |
| Datum    | Rennen                     | Staat  | Klasse | Sieger           |       |
| -------- | -------------------------- | ------ | ------ | ---------------- | ----- |
| 21. Feb. | Tour of Antalya, 2. Etappe | Türkei | 2.1    | Giovanni Lonardi |       |